# Itame hulstiaria
Itame hulstiaria là một loài bướm đêm trong họ Geometridae.